# Фінал кубка Англії з футболу 1887
Фінал кубка Англії з футболу 1887 — 16-й фінал найстарішого футбольного кубка у світі. Учасниками фіналу були «Вест-Бромвіч Альбіон» і «Астон Вілла». Володарем кубкового трофею стала «Астон Вілла».

## Шлях до фіналу
| «Астон Вілла»             | «Астон Вілла» | «Астон Вілла»                                                   | Раунд           | «Вест-Бромвіч Альбіон» | «Вест-Бромвіч Альбіон» | «Вест-Бромвіч Альбіон»              |
| ------------------------- | ------------- | --------------------------------------------------------------- | --------------- | ---------------------- | ---------------------- | ----------------------------------- |
| Суперник                  | Результат     | Матчі                                                           |                 | Суперник               | Результат              | Матчі                               |
| «Венсбері Олд Атлетік»    | 13—0          | 13—0                                                            | Перший раунд    | «Бертон Вондерерз»     | 6—0                    | 6—0                                 |
| «Дербі Мідленд»           | 6—1           | 6—1                                                             | Другий раунд    | «Дербі Джанкшн»        | 2—1                    | 2—1                                 |
| «Вулвергемптон Вондерерз» | 8—6           | 2—2, 1—1 (перегравання), 3—3 (перегравання), 2—0 (перегравання) | Третій раунд    | -                      | -                      | -                                   |
| -                         | -             | -                                                               | Четвертий раунд | «Мітчелл Сент-Джорджс» | 1—0                    | 1—0                                 |
| «Горнкастл»               | 5—0           | 5—0                                                             | П'ятий раунд    | «Локвуд Братерс»       | 2—1                    | 1—0 (скасовано), 2—1 (перегравання) |
| «Дарвен»                  | 3—2           | 3—2                                                             | Шостий раунд    | «Ноттс Каунті»         | 4—1                    | 4—1                                 |
| «Рейнджерс»               | 3—1           | 3—1                                                             | 1/2 фіналу      | «Престон Норт-Енд»     | 3—1                    | 3—1                                 |

## Матч
| 2 квітня 1887 |

| Астон Вілла     | 2:0      | Вест-Бромвіч Альбіон |
| --------------- | -------- | -------------------- |
| Хантер Ходжеттс | Протокол |                      |

| Кеннінгтон Овал, Лондон Глядачів: 15 500 Арбітр: Майор Френсіс Мариндін |

|  |  |

|    |  |                 |  |
|    |  |                 |  |
| В  |  | Джиммі Варнер   |  |
| З  |  | Френк Култон    |  |
| З  |  | Джозеф Сіммондс |  |
| ПЗ |  | Джон Бертон     |  |
| ПЗ |  | Гаррі Єйтс      |  |
| ПЗ |  | Френкі Доусон   |  |
| Н  |  | Річмонд Дейвіс  |  |
| Н  |  | Альберт Браун   |  |
| Н  |  | Арчі Хантер (к) |  |
| Н  |  | Говард Вотон    |  |
| Н  |  | Денніс Ходжеттс |  |

|    |  |                  |  |
|    |  |                  |  |
| В  |  | Боб Робертс      |  |
| З  |  | Гаррі Грін       |  |
| З  |  | Алберт Олдрідж   |  |
| ПЗ |  | Езра Гортон      |  |
| ПЗ |  | Чарлі Перрі      |  |
| ПЗ |  | Джордж Тіммінс   |  |
| Н  |  | Джордж Вудгол    |  |
| Н  |  | Томмі Грін       |  |
| Н  |  | Джем Бейлісс (к) |  |
| Н  |  | Білл Паддок      |  |
| Н  |  | Том Пірсон       |  |